# Theophilea subcylindricollis
Theophilea subcylindricollis là một loài bọ cánh cứng trong họ Cerambycidae.

## Hình ảnh

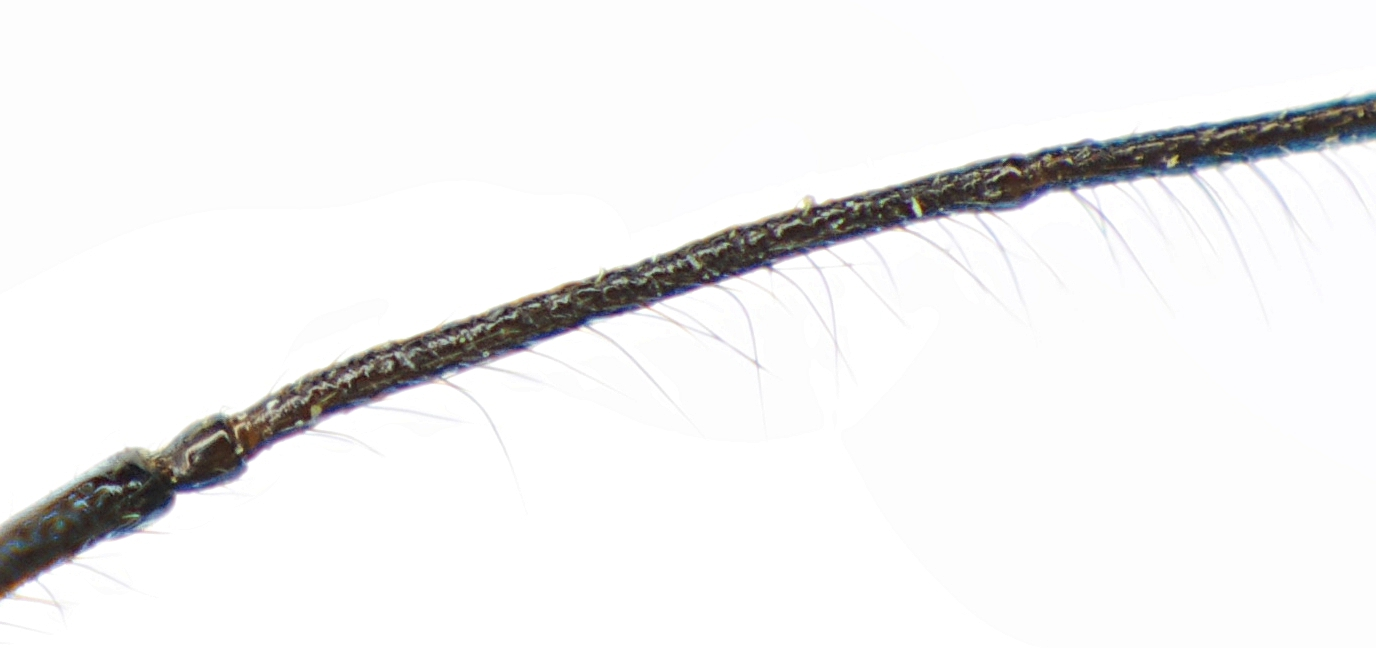
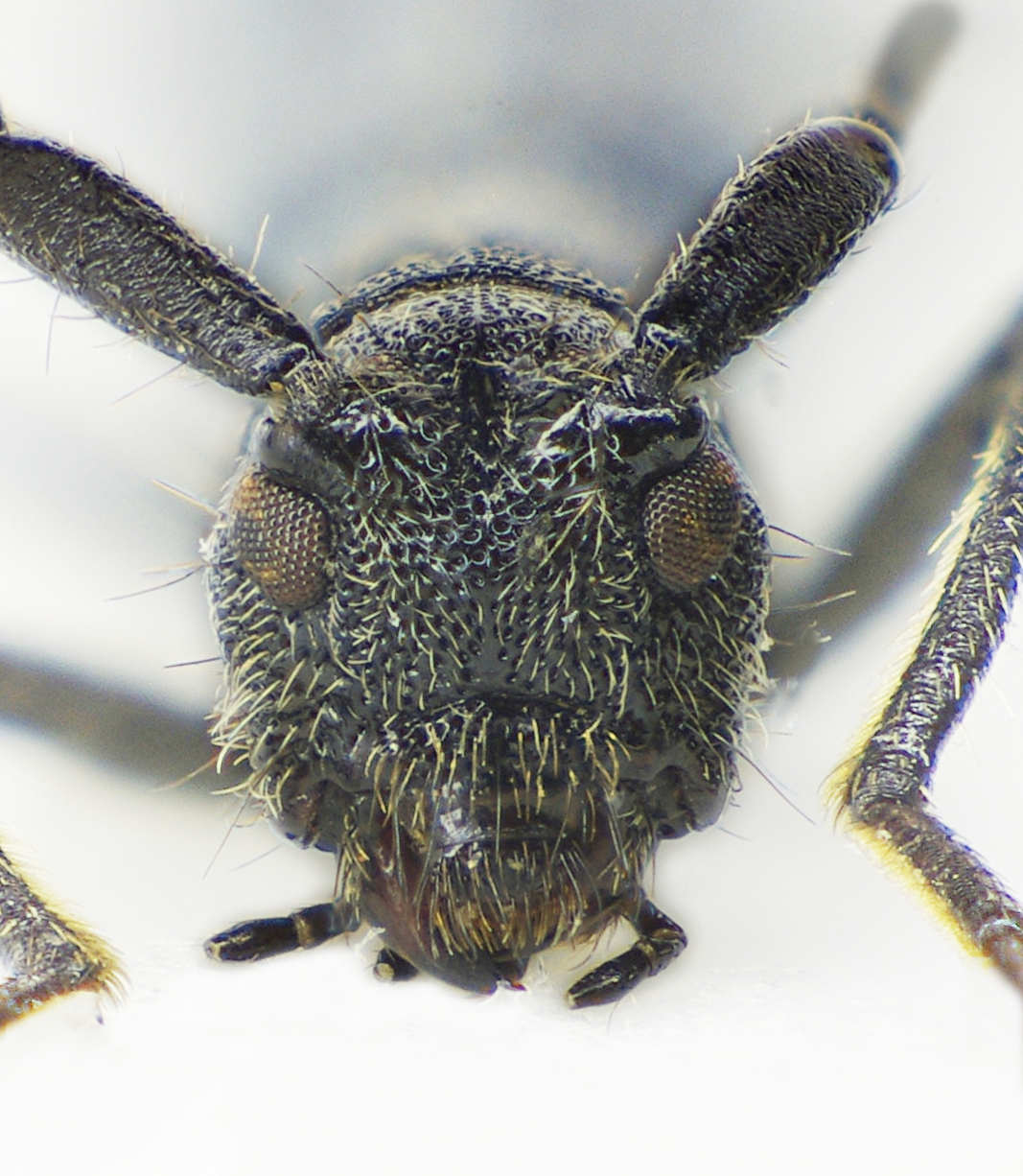
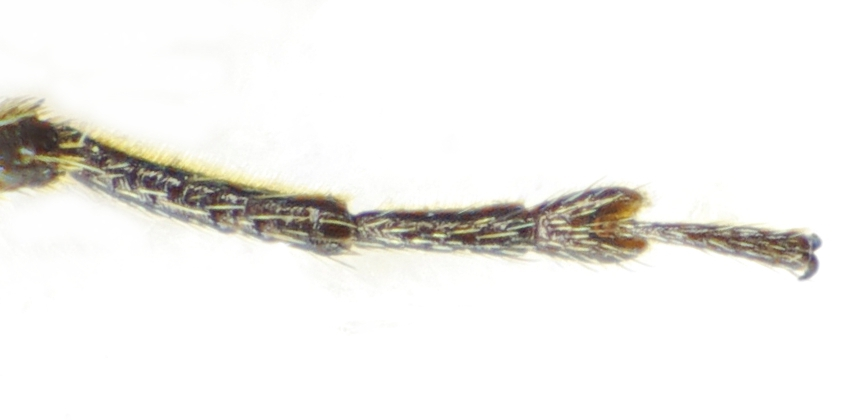
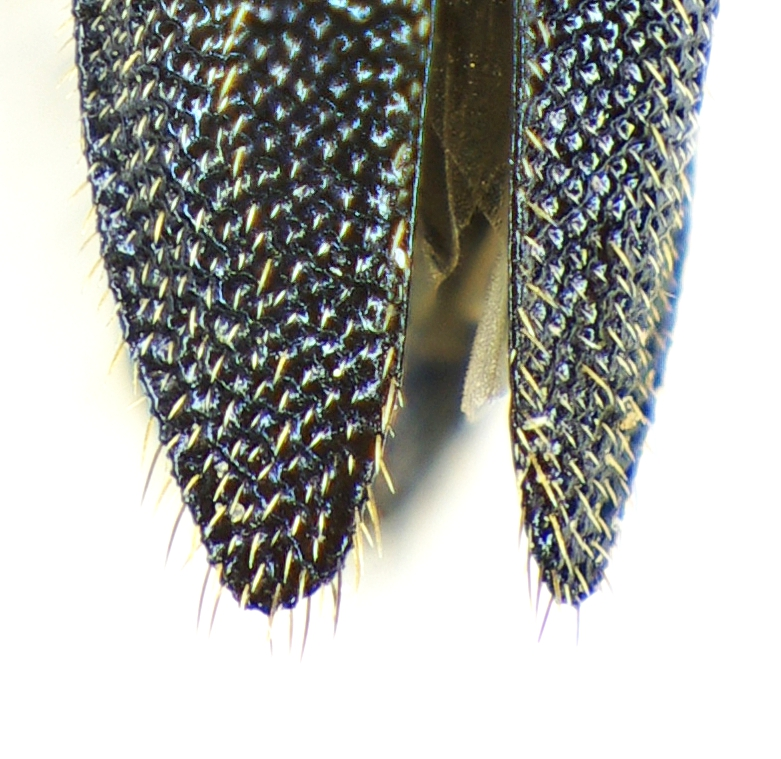